# عزل الغلوبيولين المناعي البقري المشتق من المصل/البروتين
الغلوبولين المناعي البقري المشتق من المصل/عزل البروتين (SBI) هو منتج غذائي طبي مشتق من مصل البقري الذي تم الحصول عليه من الأبقار البالغة في الولايات المتحدة. ويباع تحت اسم EnteraGam.
يهدف EnteraGam (SBI) إلى الإدارة الغذائية للإسهال المزمن والبراز الفضفاض. يجب أن تدار تحت إشراف طبي. يتم استخدامه لإدارة البراز المزمن فضفاضة أو متكررة في أي حالة أو مرض حيث الإسهال موجود بشكل مزمن، مثل في المرضى الذين يعانون من متلازمة القولون العصبي السائدة الإسهال (IBS-D)، مرض التهاب الأمعاء (IBD)، فرط النمو البكتيري المعوي الصغير (SIBO)، المتكررClostridium difficile العدوى المرتبطة الإسهال، التهاب القولون المجهري أو اعتلال الأمعاء المرتبطة بفيروس نقص المناعة البشرية، فضلا عن العديد من الأمراض والحالات الأخرى التي تؤدي إلى الإسهال المزمن. يتم تصنيع EnteraGam من قبل Entera Health ويتم توزيعها بواسطة RedHill Biopharma. EnteraGam is manufactured by Entera Health and distributed by RedHill Biopharma.
المعدل الإجمالي للAE (معدل الأحداث السلبية) أقل من 0.4٪. تشمل الـ AEs الأكثر شيوعًا التي أبلغ عنها المرضى الذين تمت إدارتهم من EnteraGam الإمساك المعتدل (23) والصداع (13) والإسهال الخفيف (11) والغثيان (8) وألم البطن (8) وانتفاخ البطن (7) وخلايا النحل (7). 

## آلية العمل
على عكس البروتينات الغذائية الشائعة، يحتوي SBI على مصدر مركز لحوالي 60 غلوبولين مناعي (>50٪ IgG، 1٪ IgA، و 5٪ IgM)، 5٪ من البروتينات والببتيدات الأخرى التي قد تساعد في إدارة الإسهال المزمن أو البراز الفضفاض والمتكرر.  وقد ثبت أن الغلوبولين المناعي الموجود في SBI يرتبط بالمكونات الميكروبية مع إمكانية تنشيط المناعة من مجموعة متنوعة من البكتيريا والفطريات والفيروسات، بما في ذلك تلك المتورطة في الأمراض البشرية. الآلية المفترضة لميزات العمل، وهذا الربط من المستضدات الالتهابية قد تمنع مرورها إلى propria لافينا من جدار الأمعاء، ويفترض أن ذلك بسبب الاستبعاد  ويعتقد أن المثبط الناتج عن الاستجابة المناعية في الأنسجة اللمفاوية المرتبطة بالأمعاء (GALT) يسمح باستعادة الوتنسال المعوي، مما يؤدي إلى استئناف وظيفة الأمعاء الطبيعية وامتصاص المغذيات.
يوفر التأثير العلاجي لعمل SBI على مختلف حالات التهاب الجهاز الهضمي مع الإسهال المزمن فائدة غذائية محددة لا يمكن توفيرها بواسطة البروتينات الغذائية العادية وحدها أو عن طريق زيادة تناول الأطعمة التي تحتوي على الغلوبولين المناعي (أي اللحوم ومنتجات الألبان). 

## الاستخدامات الطبية
في البشر، قد تعمل الغلوبولين المناعي الفموي على تحسين الوظيفة في الجهاز الهضمي (GI) ظروف مثل اعتلال فيروس نقص المناعة البشرية، IBS-D (متلازمة القولون العصبي مع الإسهال)، SIBO (فرط النمو البكتيري الأمعاء الدقيقة)، C. المتكررة الإسهال المرتبطة بالعدوى وIBS-D ما بعد المعدية غالبا ً ما تحد أو تضعف قدرة الجسم على امتصاص وهضم العناصر الغذائية المختارة بما في ذلك الماء.  وقد أشارت الدراسات السريرية إلى أن الغلوبولين المناعي البقري المشتق من المصل/ عزل البروتين قد يساعد على تقليل الإسهال واستعادة قدرة الجهاز الهضمي على امتصاص تلك المواد الغذائية والاستفادة منها بشكل صحيح.

## التاريخ
بدأت البحوث في مصادر الغلوبولين المناعي الأبقارية والخنازير المرتبطة بها في مجال صحة الحيوان. فحصت الدراسات الآثار الصحية لإضافة الغلوبولين المناعي إلى تغذية الخنازير الفوطالمبكرة التي تطورت التهاب الأمعاء، وضعف الحاجز المعوي، وسوء التغذية العام الذي تسبب في عدم ازدهار الخنازير. غالبًا ما تتجلى هذه القضايا في الإسهال والجفاف والموت بالنسبة للخنازير الصغيرة. إضافة البروتين الغني بالغلوبولين المناعي يعزل إلى أغذية الخنازير تحسين الهضم، والتمثيل الغذائي، وتغذية المدخول، وزيادة كتلة العضلات الهزيل واستخدام البروتين. كما تم تقليل عدوى المعدة والإسهال في مرحلة ما بعد فتان.